# カテジナ・ルース
カテジナ・ルースは、アニメ『機動戦士Vガンダム』に登場する架空の人物。17歳。担当声優は渡辺久美子。

## 人物
ポイント・カサレリア近くの街ウーイッグで商店を営むテングラシー・ルースの娘。家庭を顧みず他に女を作る父、それにかこつけて自身も愛人を作っていた母に幻滅していた。ウッソ・エヴィンとは元々ペンフレンド（メル友）の間柄であったが、ウッソから一方的にメールを送りつけられることには時に疎ましくも感じていた。戦災を逃れるためにリガ・ミリティアとなしくずしに行動を共にするが、年少の子供たちが戦争に巻き込まれていく中、ウッソをモビルスーツパイロットとして駆り出すリガ・ミリティアの大人たちに、次第に嫌悪感を抱くようになる。
その後、クロノクル・アシャーに人質として誘拐されるも、やがてザンスカール帝国の理念に賛同し、ベスパに入隊。クロノクルの下、尋常ならざる速度でモビルスーツパイロットとして実力を身に付け、最終決戦ではゴトラタンに乗り込み、クロノクルの駆るリグ・コンティオと共に、ウッソにとって最後の強敵として立ちはだかった。
小説版ではザンスカールのモビルスーツ操縦研修と並行して、スーパーサイコ研究所により強化人間としての処置を受けている。テレビシリーズでもウッソやクロノクルに比肩するモビルスーツ操縦技術の短期間での習得、情緒の不安定性、強化人間の処置を受けているかのような描写があるが、テレビシリーズ本編中では特に明言されていない。テレビゲーム・カードゲーム・関連書籍などの各種派生メディアなどでは、強化人間として扱っているものとそうでないものがある。
富野監督曰くカテジナの最後は1話の放映前に決定された事項であり、彼女を殺したくなかったが、その代わりペナルティとして彼女を盲人にしたという。
漫画版には登場しない。

## 劇中での活躍
ベスパによるウーイッグ空襲で焼け出され、しばらくリガ・ミリティアに身を寄せるが、ザンスカール帝国の王弟クロノクル・アシャーによってオイ・ニュング伯爵とともに捕えられ人質となる。
しかしクロノクルの人柄に触れて彼に惹かれはじめ、行動を共にするようになった。マリア主義に洗脳され、クロノクルの秘書官として働くようになる。この頃はまだ良心が残っており、カイラス・ギリー攻略戦の混乱のさなか、簡易ボートでシュラク隊のペギー機に接触しシャクティが無事であるというウッソ宛の伝言を残している。
やがて、ザンスカール帝国が実際はフォンセ・カガチによる傀儡政権であり、真の母系社会を確立しようとするクロノクルを助けるために自らもザンスカールの軍人として戦場に赴くようになる。
精神的に弱く、粗忽さも目立つクロノクルに苛立ち、ことごとく邪魔をしてくるウッソの能力に嫉妬しながら次第に憎むようになる。また、シャクティ・カリンに対してもやがて憎しみの感情を持つようになる。
新兵の頃はルペ・シノ隊に配属されていたが、徐々にその才能を開花させ、それまでの上官であったルペ・シノを配下に置くようになり、終盤に差し掛かるとベスパのエースも次々に戦死し、カテジナ自身がエースとして戦場に出るようになる。最終的な階級は不明だが、エンジェル・ハイロゥ攻防戦時には女王の近衛兵に命令していることや、前述の通り大尉であるルペが部下になった事から、少なくとも少佐以上の階級に昇進していたと考えられる。
当初はマリア主義への帰依心やクロノクルを助けたいという気持ちから戦闘を行っていたカテジナであったが、クロノクルに失望し、殺し合いを続けることにより狂気に取り憑かれるようになり、やがてクロノクルが敗れ死んだあと、彼の仇を取るためウッソをだまし討ちするなど、彼女の戦いはウッソやシャクティへの偏執的なまでの敵愾心による、私闘とも呼べるものへと変質していった。
エンジェル・ハイロゥ攻防戦では実質的に専用機であるゴトラタンを与えられ、シュラク隊を単機で全滅させ、オデロ・ヘンリーク機を撃墜するなど、まさしく鬼神の如き強さをみせた。
またウッソを動揺させるため、捨て駒として部下であるネネカ・ニブロー率いる部隊に水着姿でモビルスーツに白兵戦を挑ませたこともある。そのやり方にウッソは激怒し、ビームサーベルでカテジナごとコクピットを貫こうとするなど、明確な殺意をみせるほどであった。その後、最後の敵としてウッソの前に立ち塞がるが、既にカテジナの精神は戦争の狂気によって徹底的に破壊されていた。キールームにいるシャクティを盾にウッソに迫るが、ウッソと共にある戦死した者たちの思念を感じ取り発狂。錯乱しつつV2ガンダムに対し砲撃を仕掛けるが、光の翼を利用した防御によって防がれる。
戦争終結後、全ての立場を失い、視力と記憶もほとんど失われた状態でウーイッグに戻ろうとする途中、シャクティ・カリンと再会する場面が描かれる。廃墟と化した故郷ウーイッグへの帰途へつくカテジナを描きつつ、物語は幕を閉じる。
小説版では、戦闘でのモビルスーツの核爆発によって被爆し、全身火傷を負ったところをクロノクルに拾われて治療を受ける。その後スーパーサイコ研究所で強化処置をうけ、ザンスカールの強化人間パイロットとして戦う。終盤ではゴトラタンの機体色に絡めて、クロノクルと肉体関係にあることが描写されている。最終的にウッソの操るセカンドVとの戦闘に敗れ死亡する。

## 他作品での活躍
スーパーロボット大戦シリーズ
原作同様、主人公側と敵対する人物として登場することが多い。『新スーパーロボット大戦』以降のシリーズ作品では特殊能力として「強化人間」と設定されている。『第2次スーパーロボット大戦G』・『スーパーロボット大戦D』・『スーパーロボット大戦30』では展開次第で仲間になるが、『第2次G』はあくまで拉致イベントがなくなるだけで、パイロットとしては扱えない。逆に『スーパーロボット大戦α外伝』では味方にする事は出来ず、ストーリー途中で必ず死亡する。『新』では原作のエピローグが描かれないため、最終決戦後の生死は明確にされていない。『新』では、前のステージでカテジナにトドメを刺したユニットのみを狙ってくる特性がある。

## 搭乗機
テレビアニメ『機動戦士Vガンダム』
- ZM-S22G リグ・シャッコー
- ZM-S24G ゲドラフ
- ZM-S06G ゾリディア
- ZMT-S33S ゴトラタン
- LM111E02 ガンイージ（49話）

ゲーム『SDガンダム GGENERATION』シリーズ
- ZMT-S37S ザンスパイン（モノアイガンダムズ、DS）
- PMX-004 タイタニア (GATHER BEAT2）
- NRX-055 バウンド・ドック (モノアイガンダムズ）

## 評価
『愛と戦いのロボット 完全保存版』で発表されたアンケート「みんなで選ぶロボットアニメーションベスト100」では、「一番お気に入りのヒロインは？」で第85位、「一番極悪な悪役・敵役は？」で第20位、「一番美しい悪役・敵役は？」で第29位にランクインした。